# Фелициан из Фолиньо
Фелициан (ок. 160 года – ок. 250 года) — священномученик, епископ Фолиньо. День памяти — 24 января.

## Житие

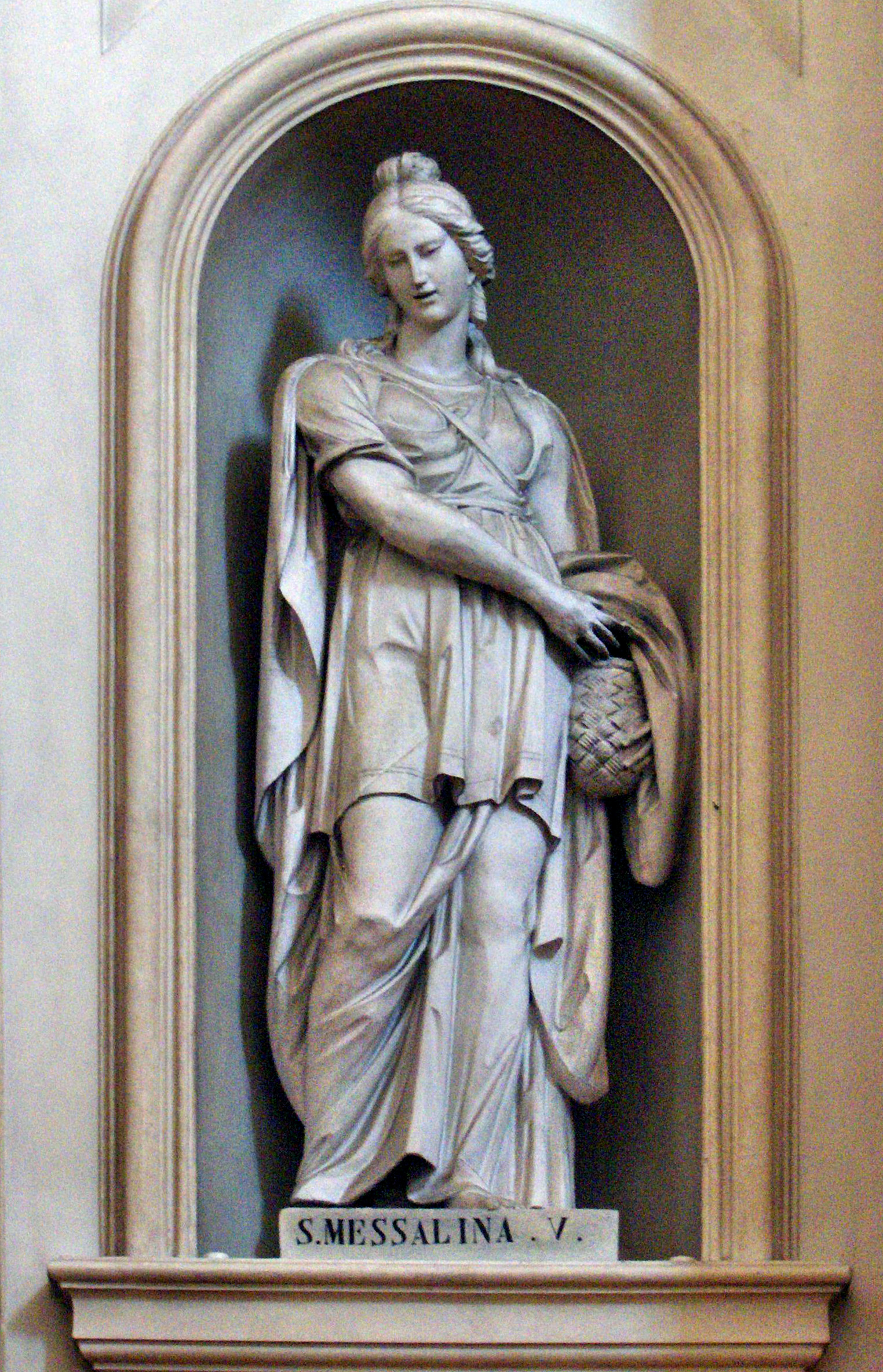
Святая Мессалина

Согласно христианскому преданию, святой Фелициан (Felician(us) of Foligno, San Feliciano di Foligno) родился во Фламиниевом форуме (Forum Flaminii, нынче — San Giovanni Profiamma), что на Фламиниевой дороге, в христианской семье около 160 года. Он был духовным учеником папы Римского Элевферия и проповедовал в Фолиньо, Спелло, Беванье, Ассизи, Перудже, Норче, Плестии, Треви и Сполето.
Впоследствии, около 204 года, папой Римским Виктором I св. Фелициан был поставлен епископом Фолиньо. Он был первым епископом, получившим паллий, как символ своего служения. Им был рукоположен во священника святой Валентин из Терни. Епископское служение святого Фелициана длилось более 50 лет. Он был одним из первых христианских епископов северной Италии. Святой Фелициан был схвачен в возрасте 94 лет за отказ принести жертву языческим божествам во время гонений при императоре Декии. Он был мучим, подвергнут бичеванию и скончался за городскими стенами Фолиньо, будучи по дороге в Рим на казнь.
Святая Мессалина, посвящённая дева (англ.), получила свой постриг от св. Фелициана. Она заботилась о нём в его заключении, после чего была арестована и забита до смерти за отказ принести жертву римским божествам.

## Почитание
В Фолиньо над могилой святого был воздвигнут храм. Его мощи были перенесены в Мец 4 октября 970 года. В 965 году часть мощей была перенесена в Минден, что в Германии. Св. Фелициан ошибочно считается епископом этого города (и даже установлена отдельная дата его почитания — 20 октября), ошибка проникла и в Римский мартиролог. Некоторая часть мощей была возвращена в Фолиньо в 1673—1674 годах.
В соборе святого Фелициана (ит.) находится статуя святого, выполненная из серебра и бронзы скульптором Джованни Баттиста Маини.

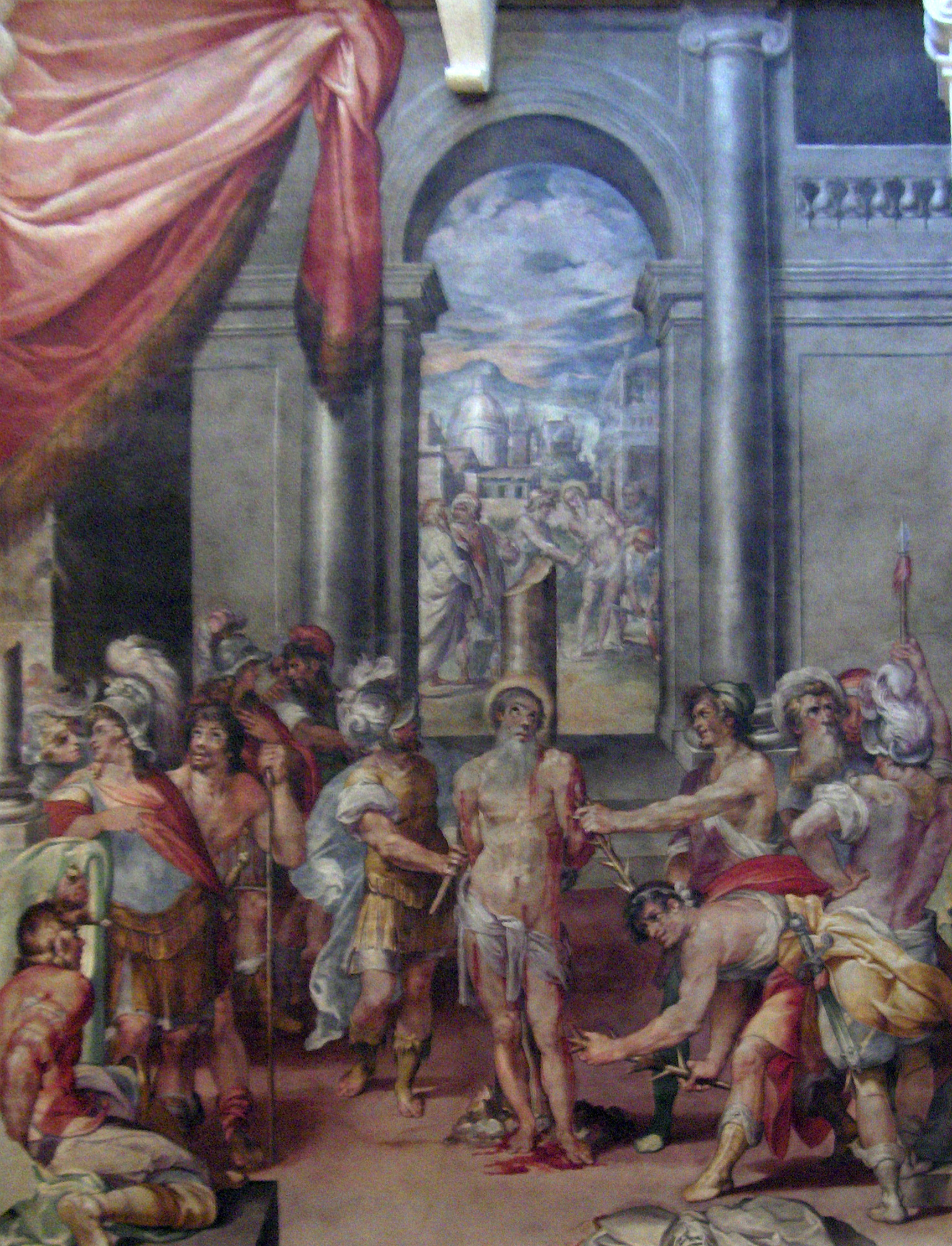
Сцена из жизни св. Фелициана
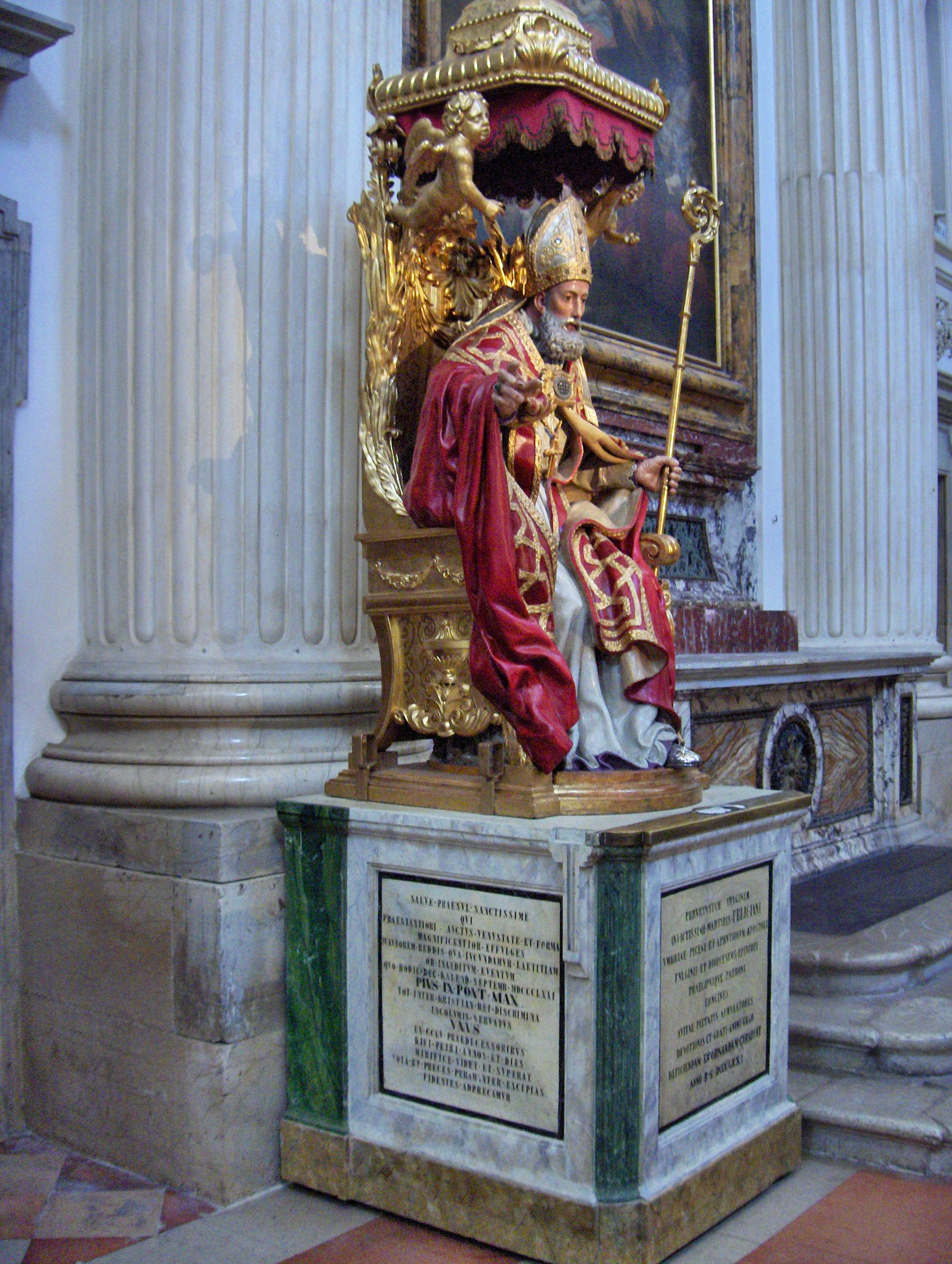
Статуя св. Фелициана на кафедре
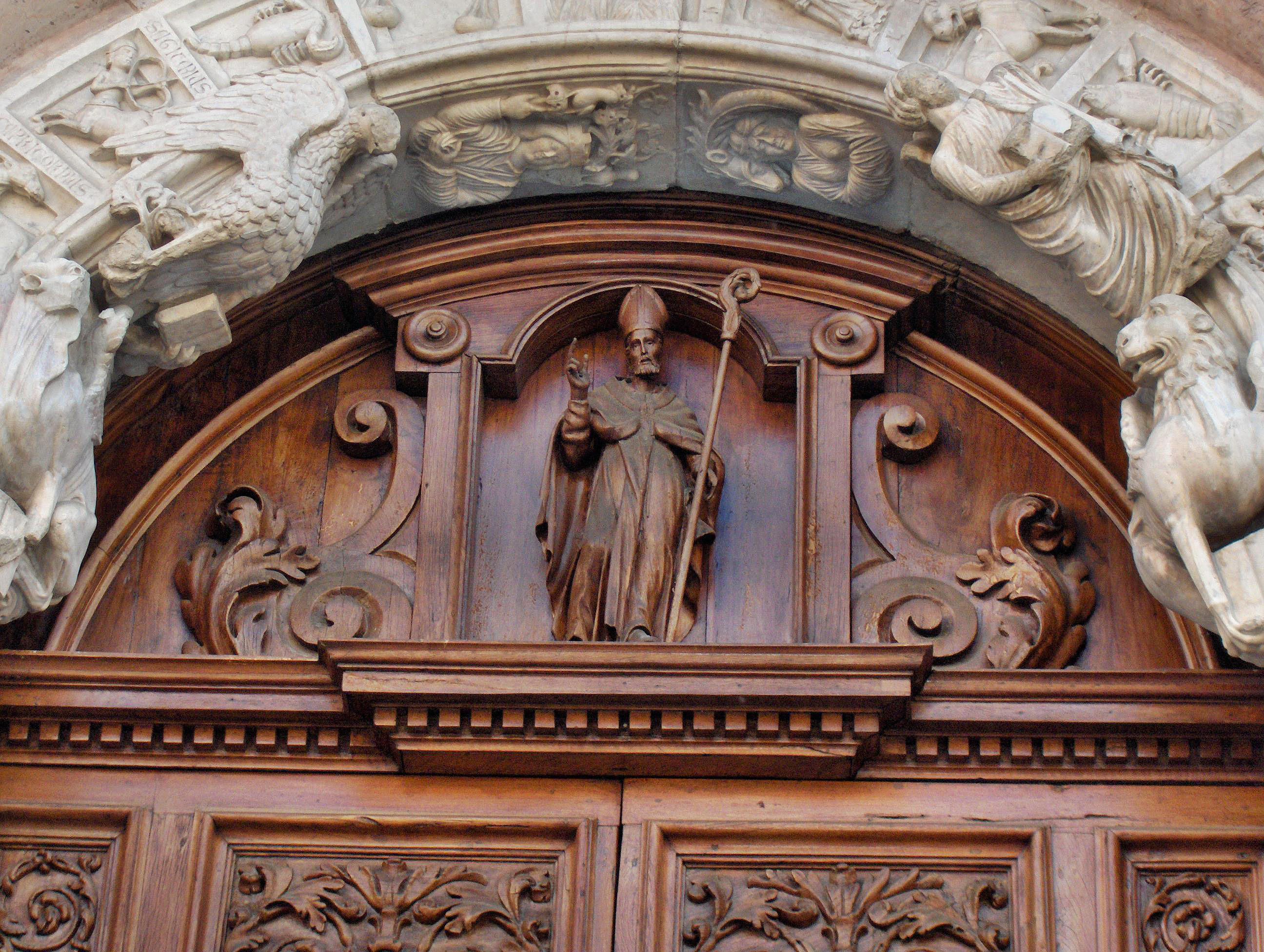
Изображение св. Фелициана. Собор Фолиньо